# 大兴镇 (东丰县)
大兴镇，是中华人民共和国吉林省辽源市东丰县下辖的一个乡镇级行政单位。

## 行政区划
大兴镇下辖以下地区：
大兴村、永平村、富裕村、苇芦村、朝阳村、金星村、福利村、新胜村、安胜村、北安村、桦树村和金凤村。